# Léonce Pelloutier
 (mars 2025).
Pour les articles homonymes, voir Pelloutier.
Léonce Pelloutier est un avocat et journaliste français né le 30 juillet 1808 à Nantes et mort le 18 août 1879 dans la même ville.

## Biographie
Ulrich Charles Léonce Pelloutier est le fils d'Ulrich Auguste Pelloutier, indienneur et négociant-armateur, consul général de Prusse à Nantes, chevalier de l'ordre de l'Aigle rouge, et de Madeleine Perrine Bloyet. Marié à Rose Benjamine Marthe Jaud, il est le grand-père de Maurice et Fernand Pelloutier.
Impliqué dans le mouvement carbonariste, il crée une section locale de la Société des droits de l'homme à Nantes en 1833. Ayant la réputation de l'un des propagandistes communistes et « un des républicains les plus exaltés de Nantes », il est remarqué par des propos séditieux tenus dans les auberges fréquentées par les ouvriers du port de Nantes en 1835.
Rédacteur au National de l'Ouest, il essaye de fonder un nouveau journal, L'Alliance libérale, avec pour rédacteur en chef Auguste Blanqui qui lui donne une réponse favorable, mais la tentative échoue.
Réalisant divers voyages, il réside un temps à Paris, où il est en relation avec Raspail.
En 1844, il est poursuivi devant le tribunal correctionnel de Rennes pour abus de confiance, sans que l’affaire puisse être mise en rapport direct avec son activité comme rédacteur du National de l'Ouest. Avec son frère Ange, il essaye à nouveau de fonder un journal politique, nommé La Vendée, à La Roche-sur-Yon.
En mars 1848, il est nommé commissaire du Gouvernement provisoire dans la Loire-Inférieure. Par la suite, il est reçu avocat au barreau de Nantes.
Il ruine sa fortune en faisant creuser à travers des terrains lui appartenant dans la Prairie-au-Duc, un canal (Canal Pelloutier) permettant aux navires d'accéder plus facilement aux prairies d'Aval, d'Amont et de Biesse.
Il publie divers brochures sur le canal de Vendée et Nantes.

## Publications
- Considérations sur le canal de la Vendée (1842)
- Alliance libérale. Journal quotidien politique, commercial, industriel et agricole, courrier de la Vendée (1867)
- Entrepôts réels et fictifs de Nantes. Propriété communale (1872)

### Sources
- Jeanne Gilmore, La République clandestine, 1818-1848, 1997